# Prio Fyn
Prio Fyn A/S var en virksomhed stiftet i maj 2002 og ejet af Privat Portfolio-Invest A/S, som havde direktør René Müller som eneejer. Selskabet beskæftigede sig med handel med sælgerpantebreve og lånerpantebreve – blandt andet køb til interne og eksterne investorer.
Prio Fyn ejede en række ejendomme i Odense.
Ved finanskrisen gik selskabet konkurs. 